# Spilosoma chishimana
Spilosoma chishimana là một loài bướm đêm thuộc phân họ Arctiinae, họ Erebidae.